# バスケットピンポン
バスケットピンポンとは、和歌山県発祥の卓球をアレンジしたスポーツであり、ミニ卓球の1つ。略称はバスピン。

## 概要
1965年に、東京音楽学校出身で和歌山県教育次長だった北原雄一によって考案された。
ルールは、通常より小さい卓球台の両端中央に直径10cmの穴が開いており、相手の穴にピンポンを入れると2点となる。
「探偵!ナイトスクープ」で取り上げられ（探偵は北野誠）、全国的知名度が広がった。考案者の北原はのちに「日本バスケットピンポン株式会社」を設立し、普及に努めた。北原は作曲の素養もあったため、「バスケットピンポンの歌」なども作詞作曲している。